# Éditions de l'Archipel
Pour les articles homonymes, voir Archipel (homonymie).
 (septembre 2016).
Si vous disposez d'ouvrages ou d'articles de référence ou si vous connaissez des sites web de qualité traitant du thème abordé ici, merci de compléter l'article en donnant les références utiles à sa vérifiabilité et en les liant à la section « Notes et références ».
Le groupe L’Archipel est une maison d'édition française créée en 1991 par Jean-Daniel Belfond, qui comprend les éditions de L’Archipel, Archipoche, les Presses du Châtelet et les labels Écriture et Bibliothèque des classiques. La maison possède[Quand ?] un catalogue de plus de six cents titres. 
À l'été 2019, elle est rachetée par Editis.

## Histoire
La société « Les Éditions Archipel » a été radiée le 14 mars 1980.
La nouvelle maison d’édition[Laquelle ?] est gérée actuellement[Quand ?] par la société « Écriture Communication ».
Fin juillet 2024, le fondateur Jean-Daniel Belfond prend sa retraite et quitte la direction de la maison d'édition. Marie-Christine Conchon assure l'intérim jusqu'à la nomination de Marguerite Mignon-Quibel le 6 janvier 2025.

## Présentation

### Les différentes branches
Le catalogue de L’Archipel est très divers et propose toute sorte d’ouvrages : romans (français ou étrangers, classiques ou récents), essais (histoire, politique, actualité), entretiens…
Écriture publie des romans, des entretiens et comporte une collection de dictionnaires de luxe (cinéma, littérature française et étrangère…).
Les Presses du Châtelet s’axent plus spécifiquement sur la spiritualité, le développement personnel et le bien-être.
En 2006, L’Archipel crée « Archipoche », afin de proposer une sélection d’ouvrages de poche à un prix abordable. La collection « Bibliothèque des classiques », qui en fait partie, compte à ce jour[Quand ?] une soixantaine de chefs-d’œuvre de la littérature mondiale, dans une réalisation soignée et accessible.

### Diffusion
La maison d’édition est diffusée et distribuée en France par Hachette Diffusion et Distribution, en Belgique et au Luxembourg par Dilibel, en Suisse par Diffulivre. Outre-Atlantique, au Canada, elle est aussi présente et diffusée par Edipresse.

## Auteurs publiés
- Renata Lesnik
- Maurice de Kervenoaël